# Мондоре
Мондоре́ (фр. Montdoré) — коммуна во Франции, находится в регионе Франш-Конте. Департамент — Верхняя Сона. Входит в состав кантона Вовиллер. Округ коммуны — Люр.
Код INSEE коммуны — 70360.

## География
Коммуна расположена приблизительно в 300 км к востоку от Парижа, в 80 км севернее Безансона, в 34 км к северу от Везуля.

## Население
Население коммуны на 2010 год составляло 67 человек.
| 1962 | 1968 | 1975 | 1982 | 1990 | 1999 | 2010 |
| ---- | ---- | ---- | ---- | ---- | ---- | ---- |
| 74   | 73   | 75   | 72   | 92   | 64   | 67   |

## Экономика

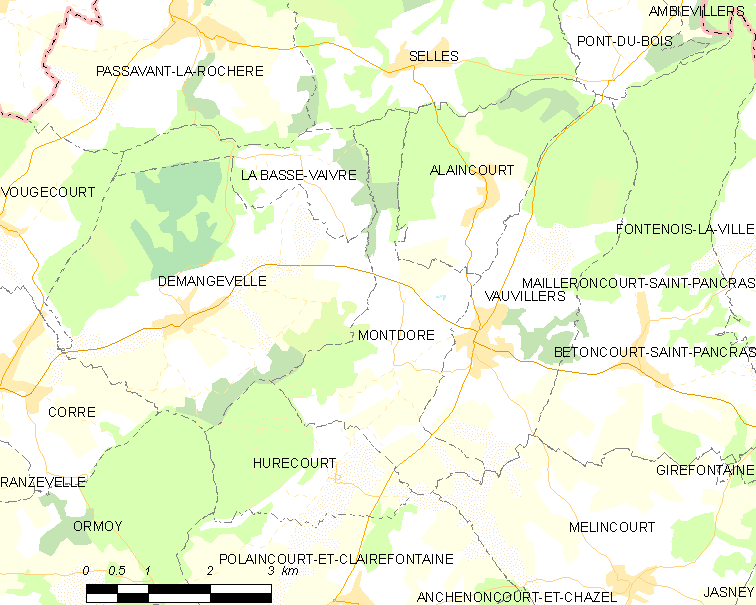
Карта коммуны

В 2010 году среди 34 человек трудоспособного возраста (15—64 лет) 20 были экономически активными, 14 — неактивными (показатель активности — 58,8 %, в 1999 году было 59,0 %). Из 20 активных жителей работали 17 человек (10 мужчин и 7 женщин), безработных было 3 (1 мужчина и 2 женщины). Среди 14 неактивных 2 человека были учениками или студентами, 8 — пенсионерами, 4 были неактивными по другим причинам.

## Достопримечательности
- Церковь XIII века. Исторический памятник с 1971 года[3]